# Horní Vltavice
Obec Horní Vltavice (německy Ober Moldau) se nachází v okrese Prachatice v Jihočeském kraji, zhruba 11 km jižně od Vimperka. Leží v horním zakončení Hornovltavické brázdy na Šumavě, poblíž ústí Kubohuťského potoka do řeky Teplé Vltavy. Žije zde 366 obyvatel.

## Historie
První písemná zmínka o obci pochází z roku 1359. V letech 1938 až 1945 bylo území obce v důsledku uzavření Mnichovské dohody přičleněno k nacistickému Německu.

## Obecní správa a politika

### Části obce
- Horní Vltavice
- Březová Lada
- Polka
- Račí
- Slatina
- Žlíbky

V letech 1880–1949 k obci patřily i Kaplice a Zátoň a v letech 1880–1990 také Kubova Huť.

## Společnost

### Školství
- Základní škola a mateřská škola

### Sport
- Ski areál[5]

## Doprava
Skrze Horní Vltavici probíhá silnice I/4, spojující Vimperk s hraničním přechodem Strážný/Philippsreut; vychází odtud též silnice II/167 směrem na Borová Lada a Kvildu.
Obec leží na železniční trati Strakonice–Volary (železniční zastávka Horní Vltavice je v extravilánu obce).

## Pamětihodnosti
- Kostel svaté Rodiny a svatého Jana Nepomuckého
- Kaple svatého Jana Nepomuckého
- Silniční most č. 4-073
- Sloup lesmistra Johna

## Chráněné části přírody
Celá obec je na území Chráněné krajinné oblasti Šumava. Část území obce je na území Národního parku Šumava.

### Přírodní rezervace
- Národní přírodní rezervace Boubínský prales
- Přírodní rezervace Zátoňská mokřina

### Přírodní památky
- Přírodní památka Jilmová skála
- Přírodní památka Pod Ostrohem